# Xornal de Galícia
Xornal de Galicia va ser un diari de comunicació general d'àmbit gallec, fundat el 9 de desembre de 2008, tot i que la seva edició digital, xornal.com, feia nou anys que estava activa a Internet. L'edició en paper va deixar de publicar-se el 4 d'agost de 2011, i la pàgina web va tancar el 19 d'octubre del mateix any. Les seves llengües d'edició van ser el gallec i el castellà.

## Característiques
El director i impulsor va ser el periodista de Brión, José Luis Gómez Gómez, i la primera subdirecció la va ocupar María Martínez Val. La seva seu principal es trobava a La Corunya, tot i que inicialment comptava també amb redaccions a Vigo i Santiago de Compostel·la. Entre els membres de la redacció original es trobaven Alberto Ramos, Iago Martínez, i col·laboradors com Carme Adán, Rafael Cuíña o Xesús Palmou.
L'accionista principal va ser Udramedios, la filial de comunicació del grup de construcció San José. Amb el seu llançament, va absorbir el mitjà electrònic Xornal.com.
El president del consell d'administració de l'empresa va ser Domingos Docampo, exrector de la Universitat de Vigo. El conseller delegat de l'empresa i gerent del diari va ser Miguel Barros Puente.
El març de 2011, el director José Luis Gómez Gómez va ser destituït dos dies després de la publicació d’una fotografia de Mariano Rajoy, aleshores líder del PP, a bord d'un vaixell vinculat al narcotràfic. La nova directora va passar a ser María Martínez Val. L'edició en paper va deixar de publicar-se el 4 d'agost de 2011, sent president del Consell d'Administració Alfonso Paz-Andrade, i només va continuar l'edició digital. El 19 d'octubre de 2011 va tancar també aquesta edició, posant fi definitivament a l'existència del diari.